# مملكة نابولي
مملكة نابولي ودولة النبلطان هي مملكة برزت في الجزء الجنوبي من شبه الجزيرة الإيطالية، وكانت ما تبقى من مملكة صقلية القديمة بعد انفصال جزيرة صقلية نتيجة لتمرد صلاة الغروب الصقلية في 1282. عرفت لمعاصريها باسم مملكة صقلية، بينما ألحقت بها تسمية مملكة نابولي لتمييزها عن النظام السياسي القائم في جزيرة صقلية. خلال أغلب عهدها، جرى التنافس على حكمها بين السلالات الفرنسية والأراغونية/الإسبانية. في عام 1816، اندمجت المملكة مرة أخرى مع المملكة في جزيرة صقلية لتشكيل مملكة الصقليتين.

## الأنجوفيون
عقب التمرد، اضطر الملك كارلو الأول ملك صقلية (شارل أنجو) إلى مغادرة جزيرة صقلية على يدي قوات بيدرو الثالث ملك أراغون. إلا أن كارلو حافظ على ممتلكاته في البر الرئيسي والمعروفة عادة باسم «مملكة نابولي» تيمنًا بعاصمتها. حافظت كارلو وخلفائه الأنجوفيون على مطالبهم بصقلية، وحاربوا الأراغونيين حتى 1373، عندما تخلت الملكة جوفانا الأولى عن المطالبة رسميًا. نافس حكم جوفانا الأول لويس العظيم ملك المجر الأنجوفي الذي استولى على المملكة عدة مرات (1348-1352).
لعبت الملكة جوفانا الأولى أيضًا دورًا في الزوال النهائي للمملكة نابولي الأولى. لم تنجب الملكة أية أبناء، بل تبنت لويس الأول دوق أنجو وريثًا لها، على الرغم من مطالبات ابن عمها أمير دوراتسو، مما وضع سلالة أنجوفية صغرى في مواجهة السلالة الأكبر. أدى هذا إلى مقتل جوفانا الأولى على يدي أمير دوراتسو في عام 1382، واستيلائه على العرش باسم كارلو الثالث ملك نابولي. تنافست سلالتا الأنجوفيين للاستحواذ على مملكة نابولي على مدى العقود التالية. تبنت جوفانا الثانية ابنة كارلو الثالث (حكمت 1414-1435) ألفونسو الخامس ملك أراغون (الذي تنصل منها لاحقًا)، ولويس الثالث دوق أنجو ورثة بالتناوب، لتتم التسوية في نهاية المطاف على خلافة ريناتو شقيق لويس أنجو من السلالة الأنجوفية الصغرى وخلفها في 1435.
وحد ريناتو أنجو مؤقتًا مطالب خطي أنجو بالعرش. رغم ذلك وفي 1442، استولى ألفونسو الخامس على مملكة نابولي ووحد صقلية ونابولي مرة أخرى كتبعيات لأراغون. عند وفاته في عام 1458، تم الفصل بينهما مرة أخرى حيث ورث مملكة نابولي فيرانتي وهو نجل غير شرعي لألفونسو.

## الأراغون والإسبان
مع وفاة فيرانتي في 1494، غزا شارل الثامن ملك فرنسا إيطاليا مستخدمًا المطالب الأنجوفية بعرش نابولي والذي ورثه والده عند وفاة ابن شقيق الملك ريناتو في 1481 كذريعة لتبدأ بذلك الحروب الإيطالية. طرد شارل الثامن ألفونسو الثاني من نابولي في 1495، لكنه اضطر للانسحاب بعد ذلك بسبب دعم فرناندو الثاني من أراغون لابن عمه فيرانتينو نجل ألفونسو الثاني. استعاد فيرانتينو العرش لكنه توفي في 1496، وخلفه عمه فريدريكو الرابع. إلا أن الفرنسيين لم يتخلوا عن مطالبهم واتفقوا في عام 1501 على تقسيم المملكة مع فرناندو من أراغون الذي تخلى عن ابن عمه الملك فريدريكو. فشلت الصفقة بعد ذلك ولكن أراغون وفرنسا استأنفتا حربهما على المملكة وهي التي انتهت بنصر أراغون وحكم فرناندو بحلول 1504.
استمرت المملكة مركزًا للنزاع بين فرنسا وإسبانيا على مدى العقود القليلة القادمة، ولكن الجهود الفرنسية للسيطرة عليها ضعفت مع مرور السنين ولم يتعرض الوجود الإسباني لخطر داهم. تخلى الفرنسيون أخيرًا عن مطالباتهم في المملكة بموجب معاهدة كاتو كامبريسيس في 1559. بموجب معاهدة لندن (1557) برزت أراض جديدة (ولاية بريزيدي) وكان تحكم مباشرة من قبل إسبانيا وذلك كجزء من مملكة نابولي.

## بوربون وهابسبورغ النمسا
بعد حرب الخلافة الإسبانية في بدايات القرن الثامن عشر، تغيرت ملكية المملكة مرة أخرى. وفقًا لأحكام معاهدة راستات في 1714، منحت نابولي لكارل السادس الإمبراطور الروماني المقدس. حصل أيضًا على صقلية في عام 1720، ولكن الحكم النمساوي لم يدم طويلًا. سقطت كل من نابولي وصقلية بيد الجيش الإسباني خلال حرب الخلافة البولندية في 1734، وجرى تنصيب كارلو دوق بارما، وهو الابن الأصغر للملك فيليب الخامس ملك إسبانيا ملكًا على نابولي وصقلية في 1735. عندما ورث كارلو العرش الإسباني عن شقيقه الأكبر في عام 1759، ترك حكم نابولي وصقلية إلى ابنه الأصغر فرديناندو الرابع. على الرغم من الاتحاد الشخصي للمملكتين تحت حكم ملوك البوربون منذ 1735 فصاعدًا، إلا أنهما بقيتا منفصلتين دستوريًا.
كونه من أفراد البوربون، كان فرديناند الرابع خصمًا طبيعيًا للثورة الفرنسية ونابليون. في عام 1798، احتل روما لفترة وجيزة لكنه طرد منها من قبل القوات الثورية الفرنسية في غضون العام ذاته. هرب فرديناند بعد ذلك إلى صقلية. في يناير 1799، شكلت الجيوش الفرنسية الجمهورية البارثينوبية التي لم تدم طويلًا، حيث اندلعت ثورة مضادة ألهمها رجال الدين سمحت لفرديناند للعودة إلى عاصمة بلاده. لكن في عام 1801 اضطر فرديناند لتقديم تنازلات مهمة للفرنسيين بموجب معاهدة فلورنسا والتي عززت موقف فرنسا كقوة مهيمنة في البر الرئيسي الإيطالي.

## العهد النابليوني
حمل قرار فرديناندو دخول الائتلاف الثالث ضد نابليون في عام 1805 الضرر. في 1806، بعد انتصارات حاسمة على جيوش الحلفاء في أوسترليتز وضد النابوليين في كامبو تينيسي، نصب نابليون شقيقه جوزيف ملكًا على نابولي. عندما أرسل جوزيف إلى إسبانيا بعد عامين، حلت محله كارولين شقيقة نابوليون وصهره المشير يواكيم مورات بصفته ملك الصقليتين.
في هذه الأثناء فر فرديناندو إلى صقلية حيث حافظ على عرشه، على الرغم من المحاولات المتتالية من قبل مورات لغزو الجزيرة. دافع البريطانيون عن صقلية للفترة المتبقية من الحرب ولكن على الرغم من دخول مملكة صقلية التحالفات الرابعة والخامسة والسادسة ضد نابليون، فإن فرديناندو والبريطانيين كانوا غير قادرين على الطعن في السيطرة الفرنسية على البر الإيطالي.
بعد هزيمة نابليون في عام 1814، توصل مورات إلى اتفاق مع النمسا سمح له بالاحتفاظ بعرش نابولي، على الرغم من الضغوط من طرف فرديناند ومؤيديه. ومع ذلك كانت معظم القوى الأخرى ولا سيما بريطانيا معادية لمورات، عداك عن اعتماده على دعم غير مؤكد من النمسا، مما جعل من موقفه أقل أمنًا. ولذلك عندما عاد نابليون إلى فرنسا في المائة يوم في عام 1815، اصطف مورات مرة أخرى إلى جانبه. بعدما رأى مورات أن النمساويين سيحاولون عزله قريبًا، أصدر إعلان ريميني على أمل إنقاذ مملكته حيث تحالف مع القوميين الإيطاليين. كانت الحرب النابولية التالية بين مورات والنمساويين قصيرة وانتهت بنصر حاسم للقوات النمساوية في معركة تولينتينو. اضطر مورات للفرار، وأعيد فرديناندو الرابع من صقلية إلى عرش نابولي. حاول مورات استعادة عرشه ولكن قبض عليه بسرعة وأعدم رميًا بالرصاص في بيتسو في كالابريا. في العام التالي، 1816، دخلت المملكة أخيرًا في اتحاد رسمي مع مملكة صقلية في مملكة الصقليتين الجديدة.

## أعلام مملكتي نابولي وصقلية

علم نابولي قبل 1738
علم صقلية قبل 1738
1738–1806; 1815–1816 تغيير العلم بعد أن أصبح كارلو ملك نابولي وصقلية. ظل علم صقلية خلال العهد النابليوني وأصبح علم نابولي بعد الحرب
1806–1808 علم نابولي بعد أن أصبح جوزيف بونابرت ملكًا
1808–1811 علم نابولي بعد أن أصبح يواكيم مورات ملكًا
1811–1815 علم نابولي بعد أن غيره مورات

## طالع أيضًا
- تاريخ نابولي
- قائمة ملوك نابولي